# Gloiocephala gracilis
Gloiocephala gracilis är en svampart som beskrevs av Desjardin & E. Horak 1997. Gloiocephala gracilis ingår i släktet Gloiocephala och familjen Physalacriaceae.   Inga underarter finns listade i Catalogue of Life.